# Schatz von Beilen
Der Schatz von Beilen ist ein Depotfund der spätantiken Römischen Kaiserzeit. Am 31. März 1955 wurden in Beilen (heute Gemeinde Midden-Drenthe, Niederlande) in sekundär umgelagertem Erdreich einige Goldobjekte geborgen. Die Finder verschwiegen dies zunächst, nach einigen Tagen wurde der Fund dann aber doch gemeldet. Zuerst wurden fünf Halsringe, ein Armreif und vier Solidi aufgelesen. Der umgelagerte Boden wurde nach Bekanntwerden der ersten Stücke noch einmal durchsucht, wobei weitere Solidi geborgen werden konnten. Insgesamt kamen 23 Goldmünzen ans Tageslicht. Das Gesamtgewicht beträgt 555,765 Gramm, davon wiegen die Münzen 98,165 g. Die vier Schlussmünzen wurden auf Kaiser Honorius zwischen dem September des Jahres 394 und Januar 395 in Mediolanum (heute Mailand) geprägt, sie geben den Terminus post quem der Verbergung an.
Gute Parallelen zu den Halsringen mit punzverziertem, verbreitertem Mittelteil finden sich ausschließlich in Hortfunden am Niederrhein und in Westfalen, etwa im Schatz von Velp von 1851 (Halsringe Typ Velp). Die Halsreifen von Beilen sind vor der Verbergung aufgerollt worden und konnten daher nicht mehr getragen werden. Bei Schatzfunden mit Halsreifen des Typs Velp wird diskutiert, ob diese in Krisenzeiten verborgen wurden und wieder gehoben werden sollten oder ob es sich um Opfer handelt. Bei dem Fund aus Beilen kann für eine Interpretation als Opfer sprechen, dass die Halsringe absichtlich unbrauchbar gemacht worden sind.
Die Herkunft des Erdaushubes ließ sich nicht mehr ganz genau bestimmen, da in dem fraglichen Gebiet an mehreren Stellen gebaut worden war. Da der Befund zerstört worden ist, kann nicht ausgeschlossen werden, dass Teile des ursprünglichen Bestandes verloren gegangen sind. Der Fund gelangte ins Drents Museum.
In der Ortslage von Beilen war bereits 1852 ein goldener Halsring wohl ebenfalls aus spätrömischer Zeit gefunden worden, der jedoch kurze Zeit später eingeschmolzen worden ist.